# Réarrangement de Claisen
Le réarrangement de Claisen (à ne pas confondre avec la condensation du même nom) est une réaction chimique formant une liaison carbone carbone, découverte par Rainer Ludwig Claisen. Lorsqu'on chauffe un vinyle éther allylique, une transposition sigmatropique-[3,3] a lieu et donne un composé carbonylé γ,δ insaturé.
Découvert en 1912, le réarrangement de Claisen est le premier exemple relevé de réarrangement sigmatropique-[3,3],,
. De nombreuses études ont été publiées sur le sujet,,,
.

## Mécanisme
Le réarrangement de Claisen (et ses variantes) sont exothermiques (~84 kJ/mol), il s'agit de réactions péricycliques concertées avec approche suprafaciale selon les règles de Woodward-Hoffmann. 
Les effets de solvant joue un rôle important dans ces réactions. Un solvant plus polaire tend à accélérer la réaction. Ceux permettant de créer des liaisons hydrogène permettent d'obtenir les constantes de vitesses les plus grandes. Par exemple un mélange éthanol/eau donne une constante de vitesse dix fois plus grande que pour le sulfolane.
Il a été montré que les réactifs organoaluminium comme le triméthylaluminium accélèrent cette réaction,.

## Variantes

### Réarrangement aromatique de Claisen
La variante aromatique du réarrangement de claisen est le réarrangement [3,3]-sigmatropique d'un  phényl éther allylique en un intermédiaire qui tautomérise rapidement pour donner un phénol substitué en ortho.
Si la position ortho est substituée, il y a déplacement vers la position para avec rétention de configuration.

### Réarrangement de Bellus-Claisen
Le réarrangement de Bellus-Claisen consiste en la réaction d'éther allyliques, amines ou thioéthers sur des cétènes pour former des esters, amides, thioesters γ,δ-insaturés,,. 

### Réarrangement de Eschenmoser-Claisen
Le réarrangement de Eschenmoser-Claisen convertit un alcool allylique en un amide γ,δ-insaturée et a été mis au point par Albert Eschenmoser en 1964,.

### Réarrangement de Ireland-Claisen
C'est la réaction d'un acétate allylique avec une base forte (comme), elle forme un acide carboxylique γ,δ-insaturé,,.

### Réarrangement de Johnson-Claisen
Ce réarrangement consiste en la réaction d'un alcool allylique avec le orthoacétate de triéthyle ou de triméthyle pour former un ester γ,δ-insaturé.